# Mesoleptus transversor
Mesoleptus transversor là một loài tò vò trong họ Ichneumonidae.